# Emil Hermann Hartwich
Emil Hermann Hartwich (Bensdorf, 1803. július 13. – Berlin, 1879. március 17.) német vasúti mérnök.

## Élete
Mint földmérő kezdte pályáját, 1827-ben építőmester, 1829-ben vízépítészeti felügyelő és 1834-ben kormány- és építészeti tanácsos lett; ez utóbbi állásában ő vezette a Balti-tengerben végzett kikötői építkezéseket. A vasútépítészet tanulmányozása céljából járt Belgiumban, Franciaországban, Angliában és aztán a stargard–poseni vasút építését igazgatta. 1849-ben a főépítészeti bizottság tagja és főépítészeti tanácsos, továbbá a porosz kereskedelemügyi minisztériumban előadó tanácsos lett; 1855-ben titkos főépítészeti tanácsosi címet nyert. Aztán kilépett az állam szolgálatából és 1870-ben mint valóságos titkos főépítészeti tanácsost a szövetségi kancellári hivatalba hívták meg. 1872-75-ben a német vasúttársaság elnöke volt.

## Műve
- Bemerkungen über den bisherigen Gang der Entwickelung des Eisen-bahnwesens (Berlin, 1877).